# Konanur, Nagamangala
Konanur là một làng thuộc tehsil Nagamangala, huyện Mandya, bang Karnataka, Ấn Độ.